# Racionais MC's
Racionais MC's est un groupe brésilien de hip-hop, originaire de la banlieue de São Paulo. Formé en 1988, il est composé des rappeurs Mano Brown (Pedro Paulo Soares Pereira), Ice Blue (Paulo Eduardo Salvador), Edi Rock (Edivaldo Pereira Alves) et KL Jay (Kleber Geraldo Lelis Simões).
Considéré comme l'un des plus grands noms du rap brésilien, le groupe compte un total de cinq albums studio sortis entre 1990 et 2002, auxquels s'ajoutent deux albums live et un DVD sorti en 2006. Le groupe aborde dans ses morceaux des thématiques propres à la réalité des banlieues pauvres de São Paulo, comme le crime, la pauvreté, la discrimination sociale et raciale, ou la drogue, la liste n'étant pas exhaustive.

## Histoire

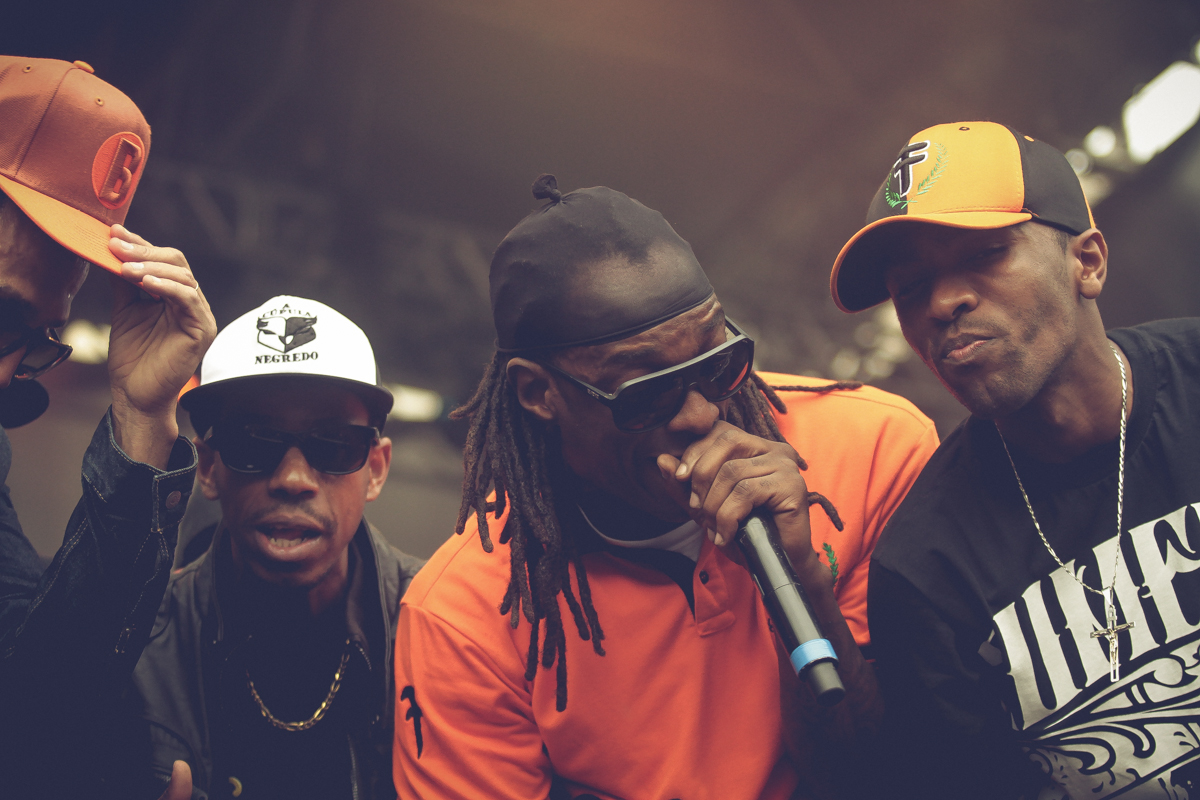
Racionais MC's en concert.

Malgré un refus du groupe d'apparaître dans les grands médias ou de participer à d'importants festivals musicaux, les Racionais MC's ont jusqu'à présent vendu plus d'un million d'albums,. Le groupe a par ailleurs été récompensé à plusieurs reprises, notamment de deux MTV Awards brésiliens et deux prix Hutúz, principale récompense musicale de hip-hop au Brésil. Le nom du groupe, Racionais MC's, signifie « les MCs rationnels » en portugais. Il fait référence au disque Tim Maia Racional, Vol. 1, cinquième album de l'auteur-compositeur-interprète de soul brésilien Tim Maia.
En 1991, Racionais MC's jouent avec le groupe américain Public Enemy, au Ginásio do Ibirapuera de São Paulo. À la fin 1992, le groupe publie son deuxième album studio, Escolha seu caminho. L'année suivante, le groupe participe au projet Música Negra em Ação, tenu au Teatro das Nações de São Paulo, et enregistrent Raio x Brasil, le troisième album du groupe. Des chansons de l'album comme Fim de Semana no Parque et Homem na Estrada (tous deux de Mano Brown) sont diffusées dans les radios du pays. Un concert de rap se tient à la fin de 1994 au Rap no Vale d'Anhangabaú (centre-ville de São Paulo) ; ici, les membres du groupe sont arrêtés par des policiers, qui les accusent d'incitation à la violence - la violence policière est un thème fréquent dans les paroles du groupe. Entretemps, leur label, Zimbabwe Records, publie leur compilation homonyme, Racionais MC's.
À la fin 1997, l'album Sobrevivendo no inferno est publié au propre label du groupe, Cosa Nostra Fonográfica, et se vend à environ 500 000 exemplaires. Parmi les grands succès de cet album figurent Diário de um detento, Fórmula mágica da paz, Capítulo 4, versículo 3 et Mágico de Oz. Avec cet album, la popularité des Racionais MC's s'étend au-delà de São Paulo.
En 2002, le groupe publie Nada como um dia após o outro dia. Il comprend le singles à succès Vida loka I, Vida loka II, Negro drama, Jesus chorou et Estilo Cachorro. Quatre ans plus tard, le groupe publie 1000 trutas, 1000 tretas, son premier DVD. Le 5 mai 2007, les Racionais jouent à la Virada Cultural de São Paulo.
Em 2012, le groupe lance le documentaire Mil faces de um homem leal,. Ils participent aussi à un show au MTV Video Music Brasil. Le 25 novembre 2014, le groupe publie son sixième album studio, Cores et valores, le premier contenant des titres inédits depuis 12 ans,.

## Discographie

### Albums studio
- 1993 : Raio X Brasil
- 1997 : Sobrevivendo no Inferno
- 2002 : Nada como um Dia após o Outro Dia
- 2014 : Cores e valores

### EP
- 1990 : Holocausto urbano
- 1992 : Escolha o seu caminho

### Compilations
- 1988 : Consciência Black, Vol. I
- 1994 : Racionais MC's
- 2014 : Coletânea 25 anos

### Albums live
- 2001 : Ao vivo
- 2006 : 1000 trutas, 1000 tretas

### Singles
- 1993 : Fim de semana no parque
- 2014 : Quanto vale o show
- 2016 : Um preto zica

### DVD
- 2006 : 1000 trutas, 1000 tretas

### Clips
- 1990 : Tempos difíceis
- 1998 : Diário de um detento (réalisé par Maurício Eça et Marcelo Corpanni)
- 1998 : Mágico de oz (réalisé par Maurício Eça)
- 2004 : Vida loka II (réalisé par Katia Lund)
- 2012 : Mil faces de um homem leal (Marighella) (réalisé par Daniel Grinspum)
- 2012 : Mente do vilão (réalisé par Felipe Briso)
- 2016 : Um preto zica (réalisé par KondZilla)